# Maud Cunnington
Maud Edith Cunnington (Glamorgan, 24 de setembro de 1869 — Glamorgan, 28 de fevereiro de 1951) foi uma arqueologista galesa.